# Laurin & Klement M
Laurin & Klement M byl automobil vyráběný automobilkou Laurin & Klement od roku 1913 do roku 1915. Celkem se vyrobilo 110 kusů.

## Technické údaje

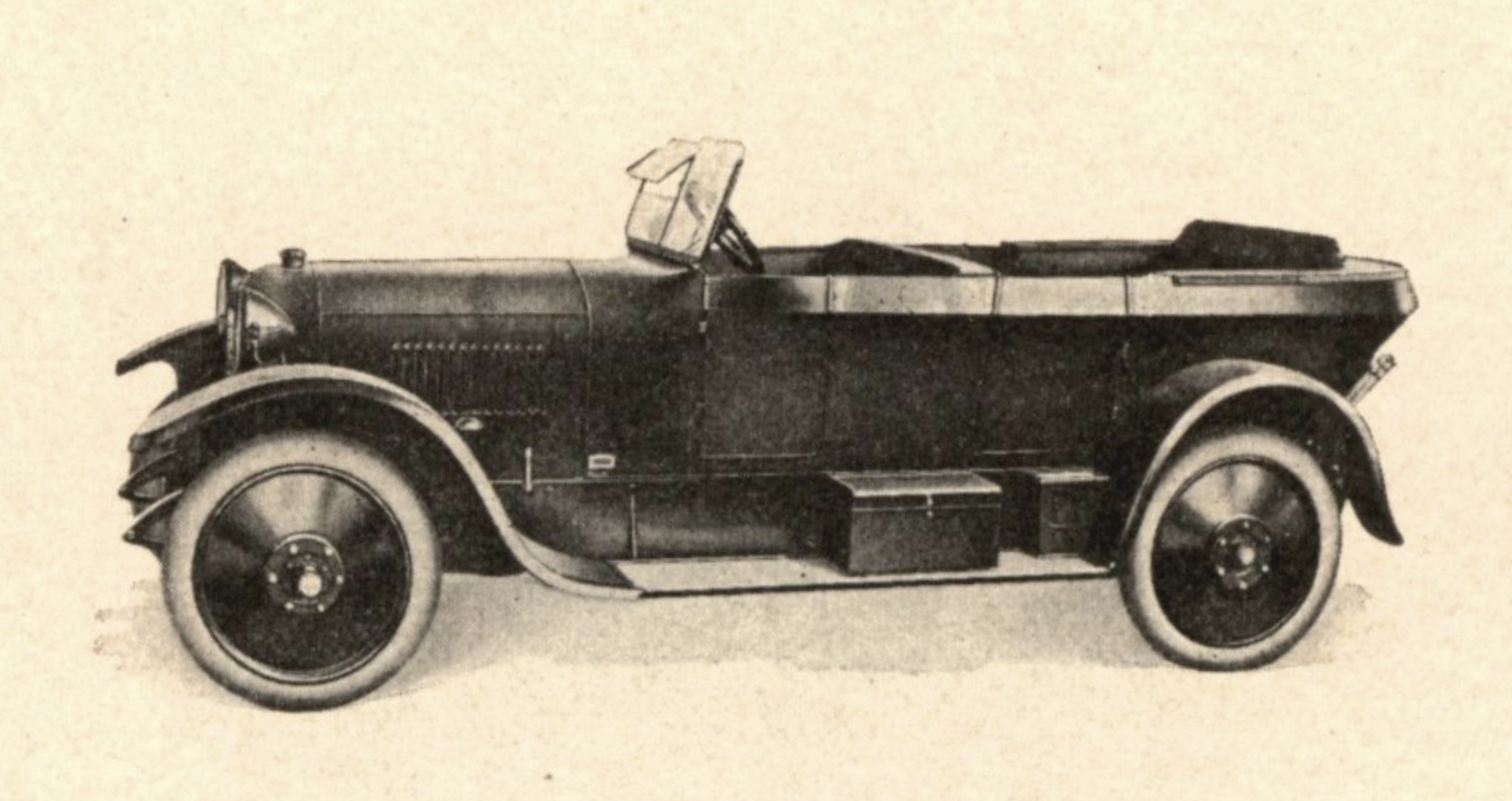
Varianta otevřené karoserie modelu M

Vůz měl vepředu uložený motor s rozvodem SV, který měl výkon 29 kW (40 koní) a objem válce 3 817 cm³. Vrtání bylo 90 mm a zdvih 150 mm. Obě nápravy měly rozchod 1 350 mm, byly tuhé a měly listová pera. Vůz mohl jet maximálně 75 km/h.